# 臺南市中西區協進國民小學
22°59′51″N 120°11′36″E / 22.997438°N 120.193400°E
臺南市中西區協進國民小學（簡稱協進國小）是位於臺灣臺南市中西區的國民小學，並附設幼兒園，其源自1927年設立的「臺南第四公學校」。

## 校史
協進國小的校地原為五條港的流域範圍，而學校最早是日治時期1927年4月1日創立的「台南第四公學校」，並以港町一丁目的原女子公學校分教室（原外新街的育嬰堂），以及赤崁樓作為為臨時校舍，首屆有由第二公學校轉入的462人，由女子公學校轉入的102人以及新生224人，共788名學生。由於校舍空間不足，當局便規劃興建新校舍，徵收了協進國小現址的校地9,218坪，由來自嘉義市的吉高岩一負責新校舍興建工程，並在1928年3月中完工；同年4月1日，學校改稱「港公學校」。1941年4月1日，改制為「港國民學校」，此時的地址為台南市港町二丁目114番地。
二戰後，港國民學校在1945年12月7日由陳麒麟接收，擔任戰後首任校長，之後在1947年2月1日改名為臺南市西區「協進國民學校」。1968年8月，因實施九年國民義務教育，校名改為「協進國民小學」。2004年1月，台南市中區、西區合併為「中西區」。

## 歷任校長
台南第四公學校、港公學校
- 內山矩留：1927年4月~1934年12月，原任善化公學校長，後任佳里公學校長
- 野野村憠：1934年12月~1941年5月，原任北港女子公學校長

港國民學校
- 石川止戈：1941年5月~1945年，原任北港公學校長達十五年

協進國民學校
- 陳麒麟：1945年12月~1968年8月

協進國民小學
- 陳麒麟：1968年8月 ~1973年10月
- 王朝成：1973年10月~1974年12月（教導主任代理）
- 黃鳴鏘：1974年12月~1980年3月
- 蔡清池：1980年3月~1987年9月
- 詹安銘：1987年9月~1992年2月
- 林文雄：1992年2月~2000年2月
- 張其淦：2000年2月~2007年8月
- 葉和源：2007年8月~2011年8月
- 洪榮進：2011年8月~2019年8月
- 王念騏：2019年8月~2023年8月
- 陳智揚: 2023年8月至今

## 知名校友
- 文夏：台灣知名台語歌手
- 邱鴻成：知名書法家
- 許文龍：奇美實業創辦人
- 林義豐：伍彩集團創辦人
- 葉福榮：台灣職業棒球選手
- 謝長亨：台灣職業棒球選手
- 郭昌庭：台灣職業棒球選手
- 王豐鑫：台灣職業棒球選手
- 羅錦龍：台灣職業棒球選手
- 王泳鑫：台灣職業棒球選手
- 謝明宗：台灣職業棒球選手
- 楊展旭：台灣職業棒球選手